# First Issue
Az 1978-as First Issue (más néven Public Image) a Public Image Ltd első nagylemeze. Szerepel az 1001 lemez, amit hallanod kell, mielőtt meghalsz című könyvben.

## Az album dalai
|    | Cím          | Szerző(k)        | Hossz |
| -- | ------------ | ---------------- | ----- |
| 1. | Theme        | Public Image Ltd | 9:05  |
| 2. | Religion I   | Public Image Ltd | 1:40  |
| 3. | Religion II  | Public Image Ltd | 5:40  |
| 4. | Annalisa     | Public Image Ltd | 6:00  |
| 5. | Public Image | Public Image Ltd | 2:58  |
| 6. | Low Life     | Public Image Ltd | 3:35  |
| 7. | Attack       | Public Image Ltd | 2:55  |
| 8. | Fodderstompf | Public Image Ltd | 7:40  |

## Közreműködők
- John Lydon – ének
- Keith Levene – gitár
- Jah Wobble – basszusgitár, vokál a Fodderstompfon
- Jim Walker – dob, vokál a Fodderstompfon

## Fordítás
Ez a szócikk részben vagy egészben a First Issue című angol Wikipédia-szócikk ezen változatának fordításán alapul.  Az eredeti cikk szerkesztőit annak laptörténete sorolja fel. Ez a jelzés csupán a megfogalmazás eredetét és a szerzői jogokat jelzi, nem szolgál a cikkben szereplő információk forrásmegjelöléseként.